# Keisuke Matsumoto
Keisuke Matsumoto (japanisch 松本 圭介 Matsumoto Keisuke; * 17. Juni 1988 in der Präfektur Aichi) ist ein japanischer Fußballspieler.

## Karriere
Matsumoto erlernte das Fußballspielen in der Schulmannschaft der Nagoya High School und der Universitätsmannschaft der Kwansei-Gakuin-Universität. Seinen ersten Vertrag unterschrieb er 2011 bei MIO Biwako Shiga. Der Verein spielte in der dritthöchsten Liga des Landes, der Japan Football League. Für den Verein absolvierte er 22 Ligaspiele. 2013 wechselte er zu Grulla Morioka. Am Ende der Saison 2013 stieg der Verein in die J3 League auf. Für den Verein absolvierte er 32 Ligaspiele. 2016 wechselte er zu Okinawa SV. 2019 wechselte er zu FC Tokushima.